# Zubieta (Guipúzcoa)
Zubieta es un barrio compartido por los municipios de San Sebastián y Usúrbil en la provincia de Guipúzcoa, País Vasco, España. Zubieta es conocido principalmente porque allí se encuentra el Hipódromo, y porque allí está la ciudad deportiva donde entrena la Real Sociedad de Fútbol.

## Localización geográfica
El enclave de Zubieta está a 9,5 km del centro de San Sebastián. Las localidades más cercanas son Usúrbil (a 3,5 km) y Lasarte-Oria (a 1,6 km). Se encuentra en la rica vega del río Oria. El río, que hasta llegar a Zubieta discurre en dirección sur-norte, traza un amplio meandro a la altura de Zubieta y pasa a discurrrir en dirección este-oeste. De hecho el río Oria marca los límites este y norte de Zubieta, separándolo de Lasarte-Oria y Usúrbil, respectivamente. Por el oeste, un arroyo marca también el límite con el término de Usúrbil. Por el sur, otro arroyo marca la frontera de Zubieta con Andoáin y Cizúrquil.
El territorio de Zubieta se extiende aproximadamente por 4,5 km². La mayor parte pertenece a San Sebastián, formando un enclave de dicho municipio entre Lasarte-Oria, Usúrbil, Andoáin y Cizúrquil. Sin embargo, dentro del territorio donostiarra de Zubieta, especialmente en su parte septentrional, hay a su vez numerosos y pequeños enclaves que pertenecen a Usúrbil, formando un mosaico en el que es muy difícil discernir qué partes de Zubieta pertenecen a San Sebastián y cuáles a Usúrbil.
El territorio de Zubieta se puede dividir en tres sectores: la parte norte,  que es llana y de vega del río y donde se encuentra el pequeño núcleo urbano de Zubieta y la mayor parte de los caseríos; la parte este, también llana y de vega, queda frente al núcleo urbano de Lasarte-Oria y ha sido aprovechada para la construcción de varias infraestructuras (hipódromo, autovía A-1, mercado de mayorista de frutas, etc.); y el resto de Zubieta, que es montañoso y boscoso, y recibe el nombre genérico de Zubietamendi.
- Altitud: 8 m s. n. m.
- Latitud: 43°16′0″ N
- Longitud: 2°1′59″ O

## Economía y población
La población de Zubieta ronda los 400 habitantes. De ellos algo menos de la mitad, unos 190, son vecinos de Usúrbil y el resto, son donostiarras. La mayor parte de la misma habita en la zona norte de Zubieta. Allí se encuentra el pequeño núcleo del pueblo en torno a la iglesia de Santiago, así como la mayor parte de las casas y caseríos que se extienden por la vega del río Oria en un hábitat disperso.
Aunque sea en parte barrio de San Sebastián y de Usúrbil, su población está más ligada por cercanía a esta segunda población, siendo también significativa la influencia de la vecina ciudad de Lasarte-Oria. En Zubieta existe actualmente una conciencia de pueblo, al margen de si los vecinos pertenecen administrativamente a San Sebastián o a Usúrbil. No ha sido siempre así, prueba de ello es que la iglesia de Zubieta posee dos puertas, una que era utilizada por los vecinos que eran usurbildarras y otra para los vecinos donostiarras. Como curiosidad cabe decir que dicha iglesia posee dos relojes, uno mirando hacia Usúrbil y otro hacia San Sebastián.
Es difícil determinar a qué se dedica la población de Zubieta, ya que no hay estadísticas del enclave separadas de las de los municipios a los que pertenece. La actividad agrícola es minoritaria, como en casi todo el País Vasco, aunque las tierras de Zubieta en la vega del río tienen fama de ser muy fértiles. La actividad industrial es muy pequeña; cabe destacar la serrería que hay cerca el pueblo. Lo que está más desarrollado es el sector terciario; en Zubieta hay varios restaurantes y sidrerías muy populares, también está el mercado de abastos, el Hipódromo, las instalaciones de la Real Sociedad, un instituto de formación profesional, una ikastola, etc.

## Historia
El nombre de Zubieta quiere decir, en lengua vasca, lugar del puente. Se cree que hace mención a un puente que servía para vadear el río Oria y que estaba cerca del pueblo. El puente que une Zubieta con el barrio usurbildarra de Txikierdi puede ser su heredero.
Antiguamente fue una universidad, que quedó ligada a la villa de San Sebastián cuando esta fue creada. Bien en 1371, cuando nació a su vez la vecina villa de Usúrbil o quizás en una fecha algo más tardía, hacia 1390, los vecinos de Zubieta se vieron obligados a elegir entre pertenecer a Usúrbil o seguir dependiendo de San Sebastián. En aquel momento componían la universidad 21 caseríos. Pues bien, 14 se decidieron por San Sebastián y 7 por Usúrbil. Desde aquella primitiva división del siglo XIV, se han producido dos deslindes más entre Usúrbil y San Sebastián, uno en el siglo XIX y otro finalmente en la década de 1990.
Zubieta ocupa un lugar relevante en la historia de San Sebastián, ya que fue en este alejado barrio rural donde se reunieron algunos destacados ciudadanos donostiarras en 1813 tras el asedio que terminó el 8 de septiembre de aquel año, en el que las tropas anglo-portuguesas del duque de Wellington quemaron la ciudad totalmente en el transcurso de la guerra de la Independencia española. En aquella reunión, celebrada en el caserío Aizpurua de Zubieta, tras sopesar las diferentes posibilidades existentes (entre las que figuraba abandonar el emplazamiento y reconstruir la ciudad en otro lugar), decidieron finalmente reedificarla en el mismo lugar donde se encontraba, siendo el nacimiento de la San Sebastián moderna.

## Situación administrativa
Zubieta cuenta con una situación administrativa especial derivada de su división entre dos entes locales diferentes.
Tras realizarse el último deslinde del territorio de Zubieta en la década de los 90, los ayuntamientos de San Sebastián y Usúrbil configuraron una Junta Vecinal (Herri batzordea) formada por seis vecinos de Zubieta -3 pertenecientes a San Sebastián y otros 3 a Usúrbil- que sirven de intermediarios ante las administraciones municipales de Usúrbil y San Sebastián en todo lo relativo al enclave. La presidencia de la Junta la ejerce en primer lugar uno de los vecinos de la parte donostiarra, que es designado por el alcalde de San Sebastián, y a los dos años, el alcalde de Usúrbil realiza una designación similar. El presidente de la Junta ejerce como alcalde pedáneo.

## Calles del barrio
- Abalotz, Autovía de / Abalozko Autobia
- Aliri, Camino de / Aliri Bidea
- Apaor, calle de / Apaor Kalea
- Araundi, calle de / Araundi Kalea
- Arrapide, paseo de / Arrapide Pasealekua
- Barazar, calle de / Barazar Kalea
- Berridi, Camino de / Berridi Bidea
- Errota, Camino de / Errota Bidea
- Etarte, Camino de / Etarte Bidea
- Etzabal, calle de / Etzabal Kalea
- Herriko Plaza
- Irigoien, calle de / Irigoien Kalea
- Itxiberrieta, Rotonda de / Itxiberrieta Biribilgunea
- Learritza, paseo de / Learritza Paselekua
- Petritza, Camino de / Petritza Bidea
- Urbitarte, paseo de / Urbitarte Pasealekua

Además la mayor parte de los enclaves pertenecientes a Usúrbil poseen la dirección genérica:
- Zubieta, barrio de / Zubieta Auzoa

## Infraestructuras

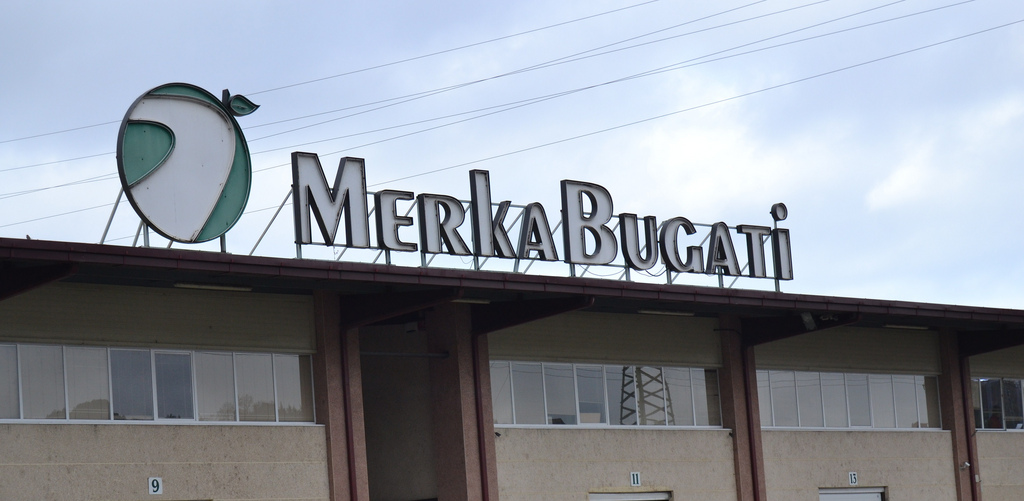
Una de las infraestructuras de Zubieta.

En Zubieta se han construido varias infraestructuras de importancia y están proyectadas otras en el futuro.
- En 1916 se construyó en terrenos de Zubieta el Hipódromo Municipal de San Sebastián. Está situado en la zona este de Zubieta en una zona llana de la vega oeste del río Oria, justo frente a la población de Lasarte-Oria, que ocupa la orilla este del río. La cercanía con Lasarte hace que el hipódromo sea también conocido como Hipódromo de Lasarte. Desde la construcción del hipódromo, uno de los tres existentes en España, se han celebrado en él tradicionalmente las carreras de la temporada de verano. Antiguamente tuvo una gran importancia en la vida social de San Sebastián y aunque esta importancia se ha ido perdiendo con el tiempo, la afición a los caballos y la actividad del hipódromo siguen estando en buena forma. También se celebra aquí una importante prueba de cross, el Cross Internacional de San Sebastián.

- A finales de la década de los 70 y coincidiendo con la edad de oro del club, la Real Sociedad de Fútbol emprendió el proyecto de construcción de un nuevo estadio en Zubieta, cerca del hipódromo. El proyecto acabó paralizándose, pero el embrión de aquel estadio (un campo de hierba y una grada) se convirtió en la ciudad deportiva de la Real Sociedad, donde entrena el equipo txuri-urdin. En los últimos años la ciudad deportiva, llamada ahora Zubieta, ha visto una gran ampliación, con la construcción de numerosos campos de fútbol para el entrenamiento del fútbol-base.

- En la década de 1990 se construyó aquí Merka Bugati, el nuevo mercado de abastos de frutas y verduras de San Sebastián.

- En un terreno perteneciente al municipio de Usúrbil cerca del pueblo hay una escuela de formación profesional: Usurbilgo Lanbide Eskola.

- Zubieta es el lugar planeado para la construcción de una nueva cárcel y cerca del mismo campo de entrenamiento de la real sociedad en el año 2019 se ha construido una incineradora de residuos que da servicio a la provincia de Guipúzcoa.

## Fiestas y tradiciones
- Las fiestas de Zubieta se celebran a finales de julio, el 25 de julio, día de Santiago, y el 31 de julio, día de San Ignacio de Loyola.

- Una de las tradiciones conservadas en Zubieta es la del juego de rebote, una modalidad antigua de pelota vasca que, si bien se mantiene viva en el País Vasco Francés, prácticamente ha desaparecido al otro lado de la frontera, conservándose únicamente frontones de rebote en Zubieta y en Villabona. La asociación Yoko-Garbi organiza un campeonato de esta modalidad durante septiembre en Zubieta y mantiene viva su práctica. En general existe mucha afición a la pelota vasca en Zubieta.